# Epipocus gorhami
Epipocus gorhami es una especie de coleóptero de la familia Endomychidae.

## Distribución geográfica
Habita en México y Arizona en (Estados Unidos).